# ヤダモンサウンド・コレクションVol.3「ティラクル・ラミカル・レルラミルー」
『ヤダモンサウンド・コレクションVol.3「ティラクル・ラミカル・レルラミルー」』（ - ボリュームワン - こまじょ - ）は、NHK教育テレビジョンのアニメ「ヤダモン」のサウンドトラック。

## 解説
LINDBERGの主題歌をはじめとする既存の曲、井上あずみの新曲を含むサウンドトラックの最終章。

## 収録曲
1. ティラクル・ラミクル・レルラミルー
2. おだやかな目覚め
3. 小さな魔女の子守歌
4. なんてたってヤダモン
5. 瞳の中の地球
6. 夢は虹色
7. やすらぎの星
8. ひょうきんタイモン
9. 宇宙のたたかい
10. さよならクリチャー・アイランド
11. Magical Dreamer
12. この空にちかって

歌：井上あずみ(#1, 3, 5)、LINDBERG(#11, 12)
作詞：田波靖男(#1, 3)、外山草(#5)、渡瀬マキ(#11 ,12)
作曲：馬飼野康二(#1 - 10)、平川達也(#11)、小柳昌法(#12)
編曲：馬飼野康二(#1 - 10)、月光恵亮・LINDBERG(#11, 12)